# Agapito II
Agapito II (Roma, ¿?-octubre de 955) fue el  papa 129.º de la Iglesia católica de 946 a 955.
Fue elegido papa, al igual que su predecesor, por disposición del príncipe y senador romano Alberico II quien, al igual que su madre Marozia, sometió durante décadas a los pontífices a su voluntad.
Durante su pontificado, en 947 falleció Hugo de Arlés cuando ya había abdicado como rey de Italia en su hijo Lotario. Este muere envenenado, en 950, por Berengario II de Ivrea quien se hizo coronar rey de Italia junto a su hijo Adalberto y, para afianzar su posición, quiso casar a este con la viuda de Lotario, Adelaida de Borgoña.
Adelaida pidió auxilio al rey alemán Otón I quien, en 951 entró en Italia, y en Pavía se hizo proclamar rey de los francos y los lombardos y se casó con Adelaida. Ante esto, Berengario cedió y aceptó rendirle vasallaje, por lo que fue reconocido como rey de Italia.
Otón I perseguía con su intervención en Italia que el papa Agapito II lo coronara emperador. Pero Alberico se opuso y obligó al Papa a enviar una embajada al rey alemán en la que le comunicaba su negativa a la coronación imperial.
Esta prueba de fuerza por parte de Alberico II no será la última, ya que, antes de fallecer en 954, hizo jurar al pueblo romano y al papa Agapito que al fallecer este sería elegido como pontífice su propio hijo Octaviano.
Un año después, en diciembre de 955, falleció Agapito II.